# Tygelsjö
Tygelsjö är en tätort på Söderslätt i Malmö kommun och kyrkby i Tygelsjö socken i Skåne län. Delområdet Tygelsjö by i stadsdelen Limhamn-Bunkeflo omfattar tätorten och landsbygden däromkring.
Tygelsjö är en förort till Malmö och ligger väster om E6/E22 i kommunens södra delar. Det finns bussförbindelser med Malmö och Vellinge.

## Etymologi
Den äldsta belagda stavning av Tygelsjö, "Tyelsse", kommer från 1393. Namnet kan tolkas som en sammansättning av av tye (tuvig mark) och lösa (ängsmark). Detta blir något i form av "Byn vid den tuviga ängen".

## Historia
Jorden där Tygelsjö by idag står har brukats sedan stenåldern. Det finns flera fyndplatser, speciellt i de västra delarna av nutidens Tygelsjö. Byn uppstod troligen någon gång runt under vikingatiden och samhället indelades i socknar redan under 1200-talet. Ett av de största nordiska fynden från övergångsperioden mellan sten- och bronsåldern gjordes i Tygelsjö socken 1864. Det blev känt som Pilefyndet. Föremålen som hittades var av brons i form av yxor, dolkar och ringar. De uppskattas vara ca 3 700 år gamla. Idag förvaras fornlämningarna på Historiska museet i Stockholm.
På 1880-talet byggdes en station vid järnvägen mellan Malmö och Trelleborg, och 1898 tillkom en sidobana till Klagshamn. Den medeltida kyrkan revs och ersattes av nuvarande Tygelsjö kyrka några år efter sekelskiftet 1900. På 1970-talet tillkom villabebyggelse på alla sidor av byn, sedan järnvägarna lagts ned. Under 2007 färdigställdes fler bostäder norr och väster om orten. De nya bostäderna bestod av 1,5 plansvillor, radhus och parhus.
I början av 2009 lämnades ett medborgarförslag med 330 namnunderskrifter av boende i Västra Klagstorp och Tygelsjö för en kommunal folkomröstning om kommunbyte till Vellinge kommun in till stadsdelsfullmäktige Limhamn-Bunkeflo. Förslaget skickades vidare till Malmö kommunfullmäktige då det inte föll under stadsdelsfullmäktiges ansvar att anordna kommunala folkomröstningar.

### Befolkningsutveckling
| Befolkningsutvecklingen i Tygelsjö 1960–2020 | Befolkningsutvecklingen i Tygelsjö 1960–2020 | Befolkningsutvecklingen i Tygelsjö 1960–2020 | Befolkningsutvecklingen i Tygelsjö 1960–2020 | Befolkningsutvecklingen i Tygelsjö 1960–2020 |
| -------------------------------------------- | -------------------------------------------- | -------------------------------------------- | -------------------------------------------- | -------------------------------------------- |
|                                              |                                              |                                              |                                              |                                              |
| År                                           |                                              |                                              | Folkmängd                                    | Areal (ha)                                   |
| 1960                                         | 1960                                         |                                              | 482                                          |                                              |
| 1965                                         | 1965                                         |                                              | 563                                          |                                              |
| 1970                                         | 1970                                         |                                              | 557                                          |                                              |
| 1975                                         | 1975                                         |                                              | 1 311                                        |                                              |
| 1980                                         | 1980                                         |                                              | 1 964                                        |                                              |
| 1990                                         | 1990                                         |                                              | 1 943                                        | 91                                           |
| 1995                                         | 1995                                         |                                              | 1 919                                        | 91                                           |
| 2000                                         | 2000                                         |                                              | 1 873                                        | 91                                           |
| 2005                                         | 2005                                         |                                              | 1 862                                        | 91                                           |
| 2010                                         | 2010                                         |                                              | 2 710                                        | 122                                          |
| 2015                                         | 2015                                         |                                              | 3 420                                        | 182                                          |
| 2018                                         | 2018                                         |                                              | 3 455                                        | 182                                          |
| 2020                                         | 2020                                         |                                              | 3 603                                        | 185                                          |
| Anm.: Sammanvuxen med Västra Klagstorp 2015. |                                              |                                              |                                              |                                              |

## Samhället
I Tygelsjö finns de två kommunala skolorna Tygelsjöskolan och Pilbäckskolan. Den förstnämnda har undervisning för årskurserna F-3 medan den sistnämnda har undervisning i årskurserna 4-9. Någon gymnasieskola finns inte i byn, utan eleverna hänvisas till kringliggande orter såsom Malmö, Vellinge eller Trelleborg.
Byn har en livsmedelsaffär, en frisersalong, en blomsteraffär och tre restauranger.
I mars 1918 öppnade Stockholms privatbank ett avdelningskontor i Tygelsjö. Det övertogs efter mindre än ett år av Köpmannabanken, som i sin tur snart överlät kontoret till Skånska banken. Skånska banken lade ner kontoret i Tygelsjö den 20 maj 1932. Tygelsjö hade även ett sparbankskontor, tillhörande Sparbanken Malmöhus. Sparbanken Skåne meddelade 1991 att kontoret skulle läggas ner.

## Bildgalleri

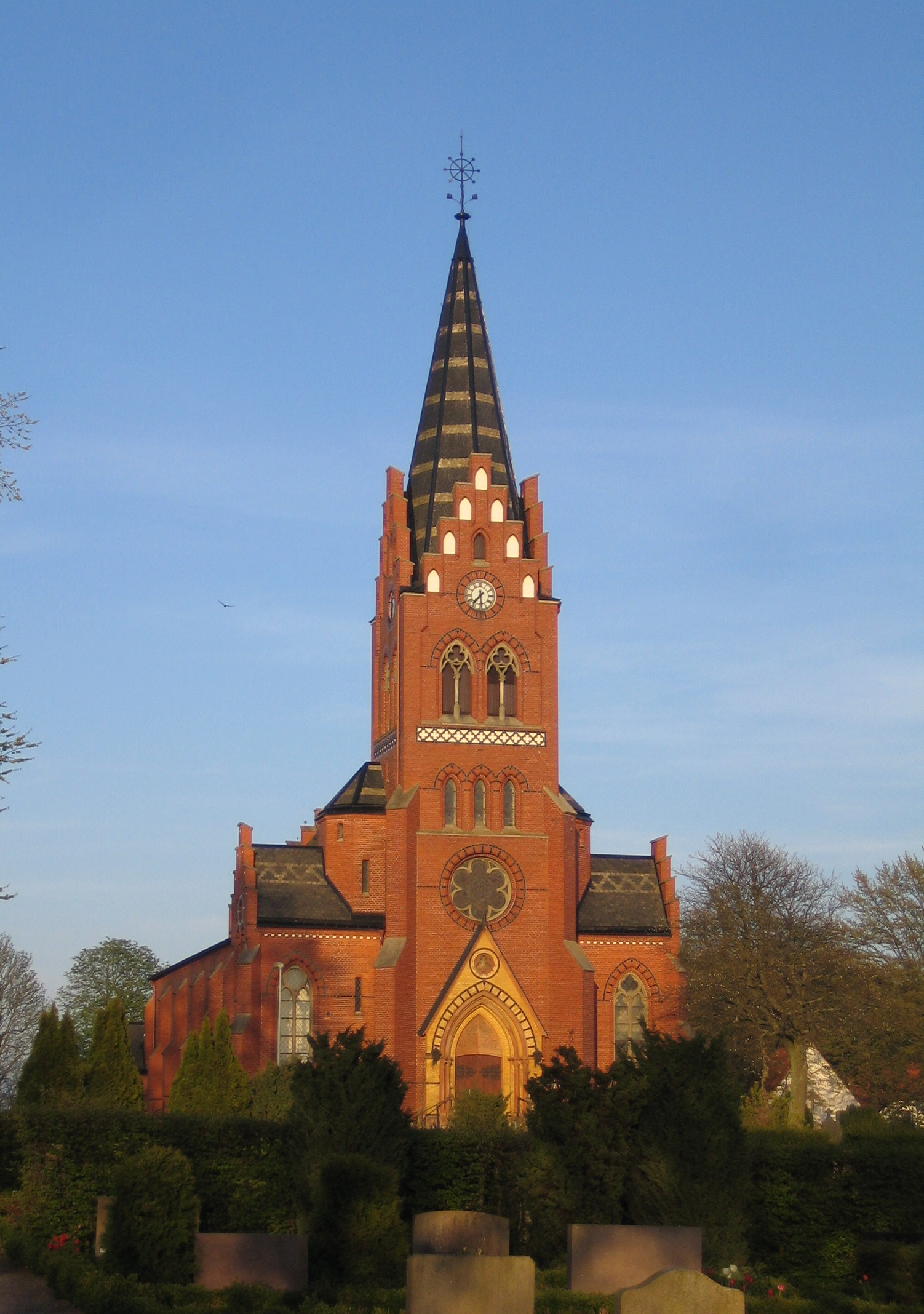
Tygelsjö kyrka i solnedgången
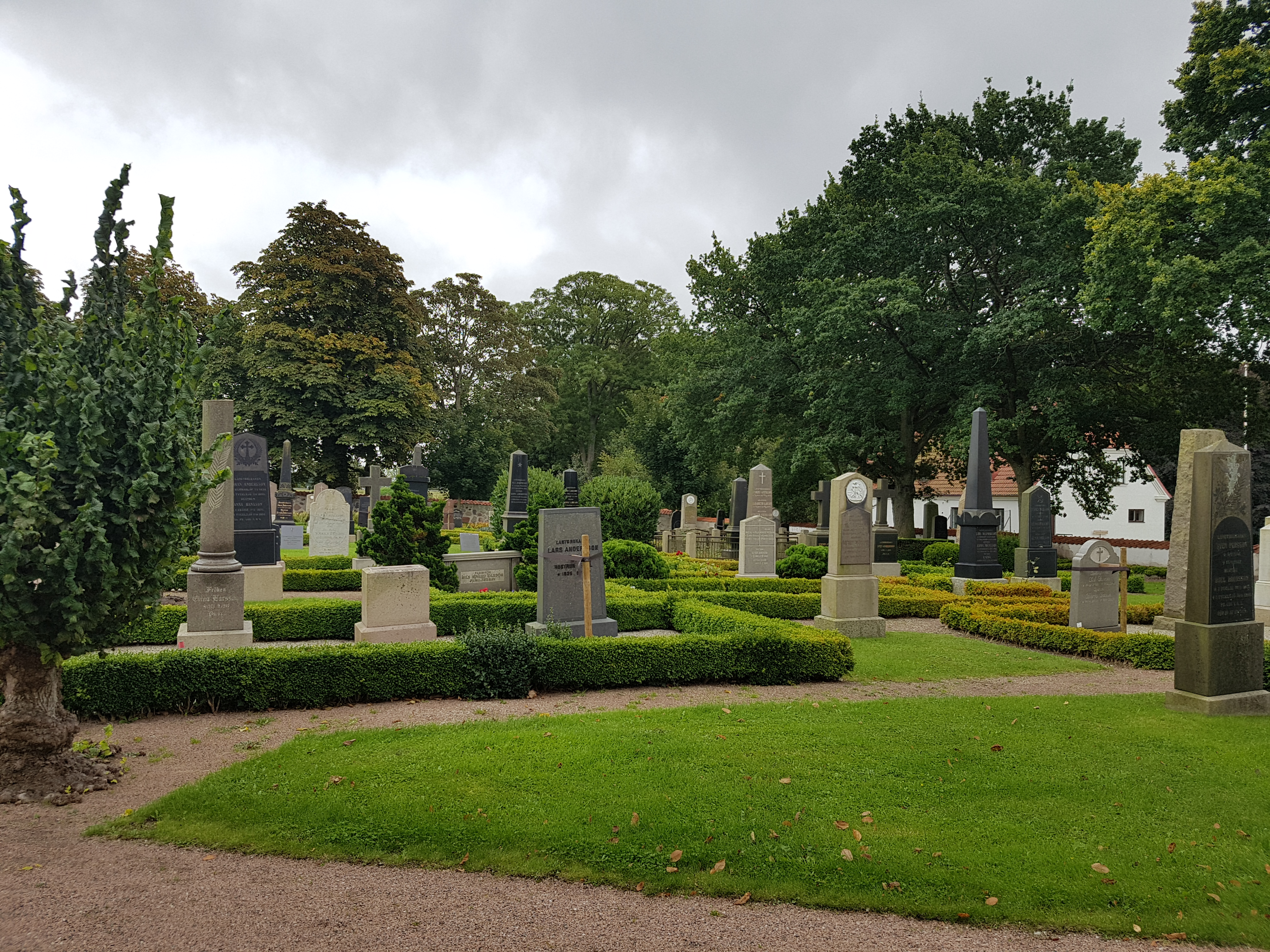
Tygelsjö kyrkogård
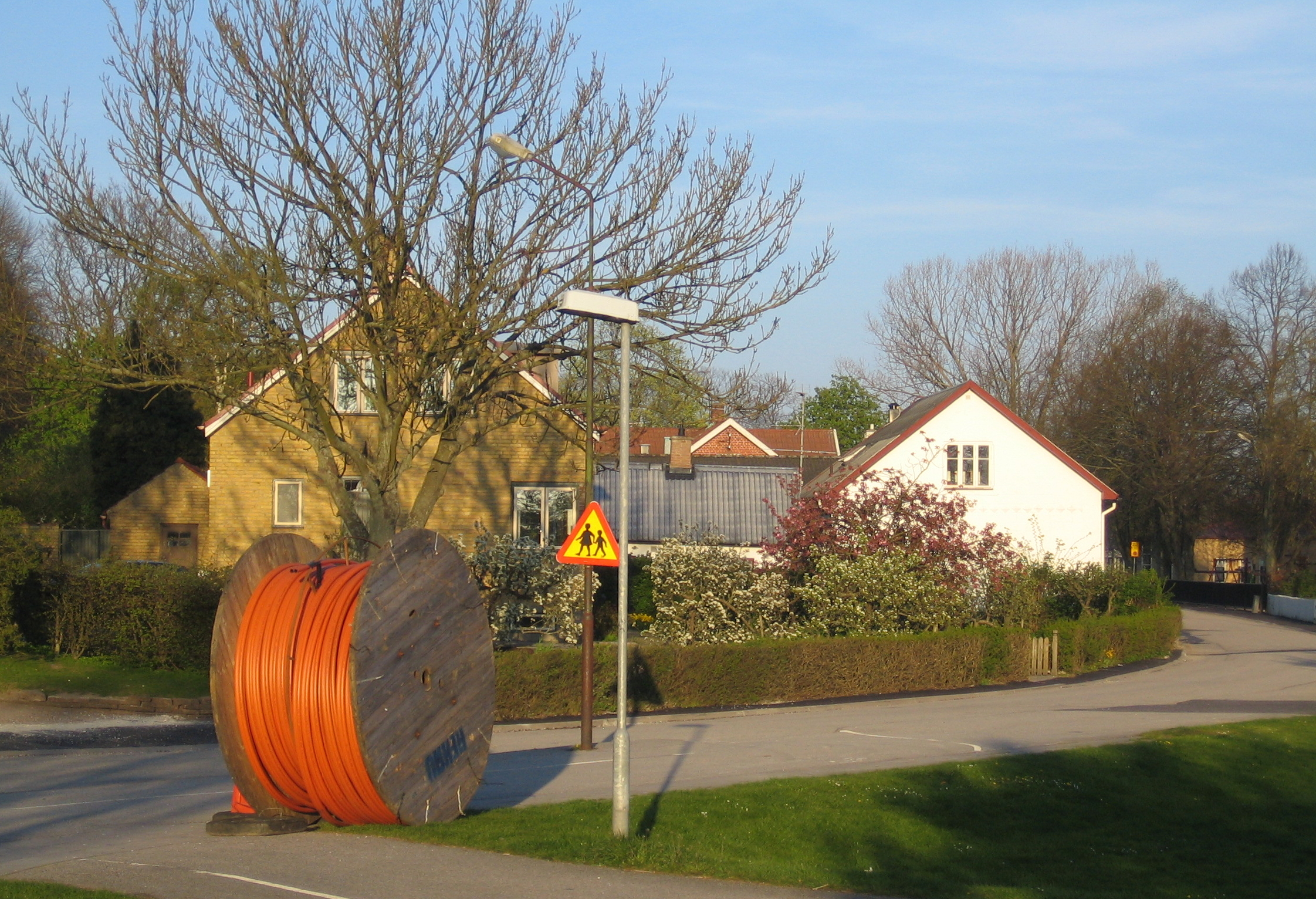
Tygelsjö skolväg
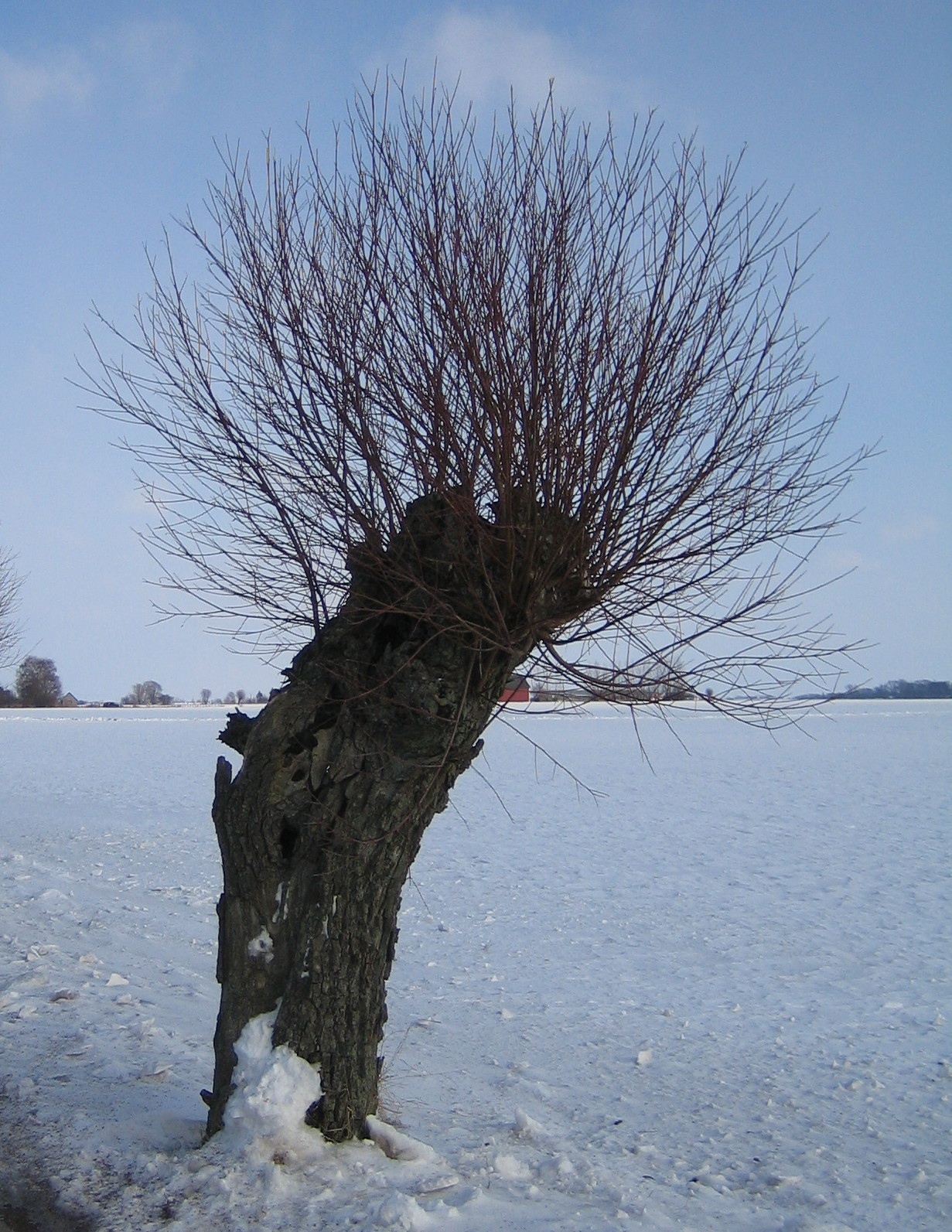
Pilträd längs banvallen utanför Tygelsjö
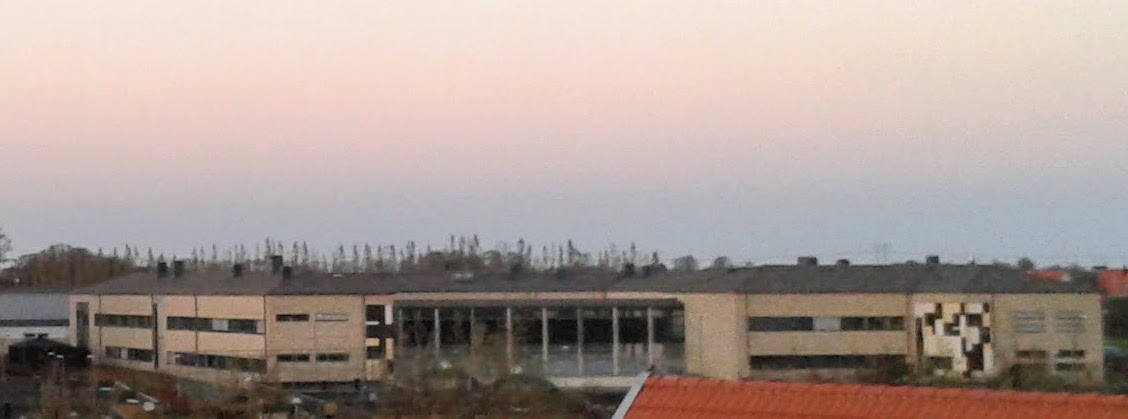
Pilbäckskolan i Tygelsjö
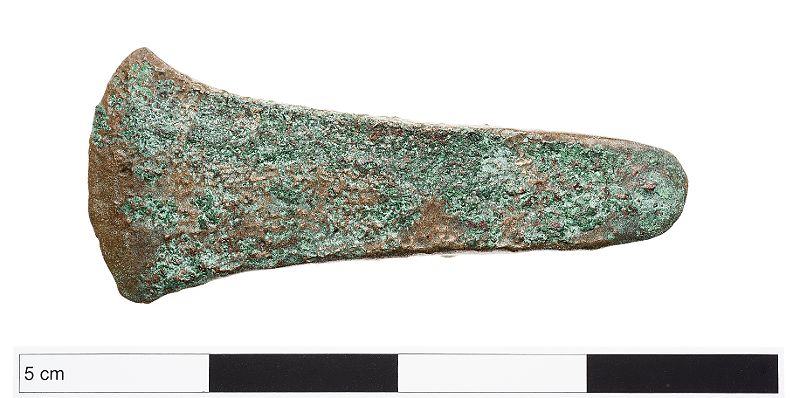
Ett yxhuvud från Pilefyndet